# Franciszek Sawicki (oficer)
Franciszek Sawicki (ur. 16 kwietnia 1916 we wsi Balarka na Wołyniu, zm. 28 grudnia 1989 we Wrocławiu)  – zwiadowca, oficer KBW, podpułkownik rezerwy.

## Życiorys
Po ukończeniu szkoły powszechnej w Wólce Kotowskiej pomagał rodzicom w pracy na roli, pracował dorywczo, 1938-1939 odbywał służbę wojskową. Od lipca 1943 do marca 1944 jako informator współpracował z radziecką partyzantką, w marcu 1944 został powołany do 4 Dywizji Piechoty, później do Samodzielnego Batalionu Specjalnego. 28 sierpnia 1944 skończył kursy radiotelegrafisty, szyfranta i spadochroniarza w Żytyniu i został radzistą.

### Zwiadowca
Jako radiotelegrafista wszedł w skład grupy zwiadowców Wojska Polskiego, sformowanej w listopadzie 1944, podległej pod radzieckie dowództwo Pawła Biełowa, z którą został przerzucony na tyły niemieckie do Chartowa koło Kostrzyna nad Odrą. W skład grupy wchodzili: ppor. Czesław Szelachowski (dowódca), st. sierż. Paweł Gałęziok (zastępca dowódcy), st. sierż. Alojzy Macura, sierż. Jan Cygan, plut. Walter Duda i kpr. Franciszek Sawicki (radiotelegrafista). Wszyscy, z wyjątkiem Szelachowskiego i Sawickiego, byli Ślązakami, w tym trójka z nich posługiwała się językiem niemieckim na poziomie języka ojczystego. Grupa prowadziła działalność wywiadowczo-dywersyjną, w tym obserwację ruchu pociągów węzła kostrzyńskiego, ustalanie rozmieszczenie magazynów, lotnisk polowych, jednostek niemieckich oraz prowadzenie drobnych działań dywersyjnych.
Grupa desantowała się nocą. Polana okazała się być zamarzniętym jeziorem, przez co jeden z żołnierzy omal nie utonął. Inny zawisł na drzewie i po jego uwolnieniu nie udało się zdjąć spadochronu, co dla Niemców stanowiło dowód o wylądowaniu desantu. Rano Niemcy to odkryli i po śladach na śniegu rozpoczęli pościg. Wcześniej żołnierze podzielili ekwipunek (materiały wybuchowe, amunicja, akumulatory do radiostacji, żywność) na 4 części i ukryli w różnych miejscach. W czasie ucieczki porzucili ciepłą odzież, zapasy żywności i inne cięższe przedmioty z wyjątkiem broni i radiostacji. Ogniem broni maszynowej udało im się przerwać krąg i uciec, ale warunki służby w dalszym ciągu mieli złe. Samoloty patrolowały lasy. Żołnierze spali w lesie pod spadochronami, przysypując je warstwą śniegu. Nocą temperatura dochodziła do -15 °C. Rzadko rozpalali ogniska, nie myli się i długo nie zmieniali bielizny.
Pomimo tak trudnej sytuacji żołnierze rozpoczęli skuteczne działania. Wylądowali w mundurach Wojska Polskiego, ale mieli także ubrania cywilne ze znakami niemieckich firm krawieckich oraz fałszywe dokumenty. Grupa zdobyła jednak mundury niemieckie i pod taką przykrywką na drogach polowała na żołnierzy niemieckich. Szczególnie od złapanych oficerów uzyskiwano cenne wiadomości, np. wiele dokumentów i map z naniesionymi umocnieniami i pozycjami niemieckich wojsk. Grupa podszywała się także pod patrol żołnierzy przeciwnika i w ten sposób zdobywała ważne wiadomości o sytuacji wroga. Kpr. Sawicki był jedynym w grupie, który znał znak wywoławczy i szyfr. Jednym razem przekazywany meldunek był tak długi, że kpr. Sawicki zdecydował się podzielić jego nadawanie na dwie części, gdyż całe ciągłe nadanie doprowadziłoby do namierzenia radiostacji. Po wyczerpaniu baterii grupa powróciła na miejsce zrzutu. Okazało się, że Niemcy znaleźli dwie kryjówki z zapasami, ale pozostałe dwie były nienaruszone.
Grupa często przemieszczała się w ciągu jednego dnia na duże odległości, np. docierając do Gorzowa Wielkopolskiego, rozpoznając kolejne miejscowości, za co dostała pochwałę. Trzykrotnie udało im się wejść do Twierdzy Kostrzyn, udając niemieckich robotników. Po rozpoczęciu operacji wiślańsko-odrzańskiej działania grupy były jeszcze śmielsze, np. zdobywała wieści podszywając się pod niemieckich dezerterów z Wehrmachtu. Grupa stosowała także dywersję, wysadzając pociągi z transportami wojskowymi i słupy wysokiego napięcia, lecz działania te były ograniczone małą ilością ładunków wybuchowych oraz możliwością niepotrzebnego ujawnienia grupy, której głównym zadaniem był wywiad. Unikano wytropienia dzięki częstej zmianie obszarów postoju, dużej ruchliwości i wykonywaniu zadań na terenie odległym od miejsc wypoczynku.
Kostrzyn nad Odrą był dość ważnym punktem na drodze frontu do Berlina. Dalej znajdują się Wzgórza Żelowskie i już przedpole Berlina. Było to miejsce strategiczne, które w razie potrzeby mogło stać się groźnym punktem oporu. Jest to stara twierdza z węzłem 7 linii kolejowych i ujściem Warty do Odry. Strona radziecka miała tylko miałkie wiadomości, bez aktualnej sytuacji. Dzięki polskim żołnierzom dowództwo 1 Frontu Białoruskiego otrzymało wiele istotnych danych na temat umiejscowienia składów amunicji i paliw, lotnisk polowych oraz jednostek wojskowych wchodzących w skład kostrzyńskiego garnizonu. Przekazane wiadomości ułatwiły planowanie i walki w obszarze środkowego Nadodrza.
Grupa zakończyła działalność na początku lutego 1945, po dojściu 1 Frontu Białoruskiego do Odry.
Źródło:

### Po wojnie
Po utworzeniu KBW został oficerem informacji korpusu w Warszawie, 1 maja 1945 przeniesiono go do Gdańska jako dowódca kompanii łączności, a od 1 września 1945 do 1 września 1946 dowódca plutonu ochrony dowództwa tamtejszego KBW. W 1945 w rejonie Spały brał udział w walkach z oddziałami NSZ, w 1946 z oddziałami 5 Wileńskiej Brygady AK w Borach Tucholskich i w 1947 z grupami NSZ w rejonie Bydgoszczy. 28 sierpnia 1946 jako dowódca plutonu egzekucyjnego zastrzelił sanitariuszkę 5 Wileńskiej Brygady AK Danutę Siedzikównę i dowódcę patrolu dywersyjnego tej brygady Feliksa Selmanowicza. Od 1 września 1946 do 20 listopada 1947 był zastępcą szefa sztabu ds. wywiadowczo-śledczych Wojsk Bezpieczeństwa Wewnętrznego w Gdańsku, następnie do 22 grudnia 1948 oficerem dochodzeniowym 13 pułku KBW w Gdańsku, a od 22 grudnia 1948 do 18 stycznia 1950 referentem sekcji operacyjno-rozpoznawczej KBW w Gdańsku, w której był także sekretarzem POP PZPR. W latach 1947–1949 uczył się w gimnazjum i liceum dla dorosłych w Gdańsku. Od 18 stycznia do 18 października 1950 był szefem sekcji i zastępcą inspektora ochrony Wojewódzkiego Inspektoratu Ochrony KBW w Bydgoszczy, od 18 października 1950 do 12 maja 1952 inspektorem ochrony 9 pułku WIO KBW w Bydgoszczy, następnie szefem tego inspektoratu, a od 15 sierpnia do 14 grudnia 1954 szefem WIO 11 pułku KBW w Jeleniej Górze w stopniu majora, 8 maja 1956 zakończył czynną służbę wojskową. W 1967 ukończył studia administracyjne na Uniwersytecie Wrocławskim. 22 kwietnia 1970 otrzymał stopień podpułkownika. Został pochowany na Cmentarzu Grabiszyńskim.

## Odznaczenia
- Krzyż Walecznych (30 maja 1947)
- Srebrny Medal „Zasłużonym na Polu Chwały” (30 maja 1947)
- Krzyż Partyzancki (11 września 1946)
- Medal za Warszawę 1939–1945
- Medal za Odrę, Nysę, Bałtyk
- Medal Zwycięstwa i Wolności 1945
- Medal „Za wyzwolenie Warszawy” (ZSRR)
- Medal „Za zwycięstwo nad Niemcami w Wielkiej Wojnie Ojczyźnianej 1941–1945” (ZSRR)

## Upamiętnienie
W Chartowie znajduje się kamień upamiętniający miejsce lądowania grupy zwiadowców spadochronowych Armii Polskiej 27 listopada 1944, na którego tablicy był wymieniony kpr. Franciszek Sawicki. Kamień został ustawiony w 1984 roku, w 40 rocznicę lądowania. Corocznie pod tym pomnikiem w rocznicę lądowania odbywa się uroczyste składanie kwiatów. W 2018 roku uroczystość odwołano, aczkolwiek kwiaty w rocznicę zostały złożone. W lipcu 2019 tablica z pomnika została usunięta, kamień upamiętniający zwiadowców pozostał bez tablicy.